# Voltis
Voltis is een Frans wit druivenras dat ontwikkeld is als antwoord op de klimaatverandering. Het is een kruising van niet minder dan vier druivenrassen. Champagne is de eerste AOC waar de druif is opgenomen in het lastenboek.

## Achtergrond
De oorzaken van de klimaatopwarming doen er nauwelijks toe, het feit is dat in Champagne en andere wijnstreken de oogstdata aan een hoog tempo vervroegen. Enkele decennia geleden waren oktoberoogsten de regel, nu de uitzondering. Oogsten in augustus komen in 2024 meer dan een keer per decennium voor. Zelfs een kleine opwarming van minder dan één graad °C maakt een enorm verschil.

## Ontwikkeling
Voltis is een complexe nieuwe kruising tussen Villaris (een Vitis vinifera) en VRH 3159-2-12 (een Muscadinia). Ze bevat genen van niet minder dan vier druivensoorten: Vitis berlandieri, Vitis rupestris, Vitis vinifera en Muscadinia. De stamboom ziet er als volgt uit:
- Voltis (Vitis vinifera)
  - Villaris (Vitis vinifera)
    - Sirius (Vitis vinifera)
    -  Vidal Blanc (kruising)

  -  VRH3159- 2- 12 (Muscadinia - kruising)
    - Chasan (Vitis vinifera)
    -  VRH3099- 10- 57 (kruising)

Deze hybride druif werd ontwikkeld als onderdeel van een in 2000 gestart programma genaamd ‘INRA-ResDur’. Het programma is een samenwerking van INRA (een Franse onderzoeksinstantie voor Landbouw, Voeding en Omgeving in Montpellier) en het Julius Kühn Instituut (Duitsland). Het doel van het programma is de ontwikkeling van resistente rassen, ook wel PIWI-rassen genoemd. PIWI staat voor "PIlzWIderstandsfähige Reben" en ze zijn resistent tegen de echte en valse meeldauw-ziekten, beruchte wijnschimmels. 
De druif wordt in het jargon ook Colmar 2011 G of COL-2011G genoemd. En is in de Vitis International Variety Catalogue (VIVC) gekend als nummer 25807. Voltis heeft 1 erkende kloon (nr. 1266).

## Eigenschappen
- Scheuten: De scheuten zijn licht gevoelig voor breken bij het afleggen en kan gevoelig zijn voor magnesium- en kaliumgebrek.[4]
- Druiven: Voltis produceert middelgrote en matig compacte trossen. De bessen zijn middelgroot, hebben een dikke schil en half opgerichte trossen.
- Rijping: In de lente loopt Voltis iets later uit dan Chardonnay. Dit kan een voordeel geven naar de late lentenachtvorst waar de laatste jaren steeds meer schade van ondervonden wordt. Voltis zou een gelijkaardige rijping hebben als Chardonnay; ze rijpen in dezelfde periode. In België rijpt Voltis gemiddeld na half september.[4]
- Zuur en suikers: De balans van suikers en zuren zou ook gelijkaardig zijn aan Chardonnay. Belangrijk is wel om de productie te limiteren, dan worden zuren beter behouden en stijgen de suikers niet te snel.
- Ziektes: De druif is resistent tegen de echte en valse meeldauw-ziekten, maar is wel gevoelig aan zwartrot.[5]
- Smaak: De verkregen wijnen hebben een licht bouquet, zijn soepel, vol en persistent als de productie van de druiven beperkt wordt.[6]

## Aanplant

### Frankrijk - Champagne
De voltis mag sinds augustus 2021 worden opgenomen in het lastenboek, het productiedossier waarin de eisen voor champagne zijn vastgelegd. Hiermee is Champagne de eerste AOC (onder de classificatie "variété d’intérêt à fin d’adaptation") waarin deze druif mag gebruikt worden.
Voltis word getest op Plumecoq, de experimentele site (10 ha) van het Champagnecomité (CIVC), gelegen in Chouilly, nabij Épernay. Na een periode van 10 jaar zal in 2032 de testfase stoppen. Aan het einde van deze periode wordt beslist of voltis definitief zal worden toegelaten, of dat haar status tijdelijk met vijf jaar wordt verlengd.
De druiventelers mogen de plant vanaf 2023 in hun wijngaard gebruiken. De toevoeging is tijdelijk en voltis mag tot maximaal 5 procent van het arsenaal beslaan. Een assemblage mag maximaal 10% voltis bevatten.

### België
Ook in België wordt met de druif getest. Op 9 mei 2023 werden 120 wijnstokken van Voltis op het Proefcentrum Fruitteelt (pcfruit vzw) in Sint-Truiden aangeplant. De planten zullen pas binnen drie jaar in productie komen (dus 2026) en de eerste resultaten mogen dan verwacht worden. Het kennis- en onderzoekscentrum wijnbouw zal het potentieel van deze variëteit onder de Vlaamse klimaatomstandigheden opvolgen.
Voltis is een van de 130 in België aangeplante wijndruivenrassen. Het areaal bedraagt 3,64 ha.
Eind 2024 zijn er een drietal wijnboeren die voltis aangeplant hebben.
- Wijndomein Woest heeft drie wijngaarden waarin twaalf druivenvariëteiten rijpen. In Assenede (Oosteeklo) hebben ze sinds 2021 een perceel met enkel voltis druiven.[11]
- In Limburg werden de eerste voltis-wijnscheuten aangeplant in mei 2023.[12]